# Manjusha Kanwar
Manjusha Kanwar (* 20. März 1971, geborene Manjusha Pawangadkar) ist eine indische Badmintonspielerin. 

## Karriere
Manjusha Pawangadkar gewann nach einem Juniorentitel 1988 1991 ihre ersten nationalen Titel bei den Erwachsenen. Neun weitere Titel folgten bis 2002. Bei der Weltmeisterschaft 2001, mittlerweile verheiratete Kanwar, wurde sie 33. Besser machte sie es bei den Südasienspielen 2004, wo sie Silber im Mixed mit Markose Bristow gewann.

## Sportliche Erfolge
| Saison | Veranstaltung                              | Disziplin   | Platz | Name                                    |
| ------ | ------------------------------------------ | ----------- | ----- | --------------------------------------- |
| 1988   | Indien: Einzelmeisterschaften der Junioren | Damendoppel | 1     | Manjusha Pawangadkar / Aparna Phalnikar |
| 1991   | Indien: Einzelmeisterschaften              | Damendoppel | 1     | Manjusha Pawangadkar / Archana Deodhar  |
| 1991   | Indien: Einzelmeisterschaften              | Dameneinzel | 1     | Manjusha Pawangadkar                    |
| 1992   | Indien: Einzelmeisterschaften              | Damendoppel | 1     | Manjusha Pawangadkar / Archana Deodhar  |
| 1992   | Indien: Einzelmeisterschaften              | Dameneinzel | 1     | Manjusha Pawangadkar                    |
| 1993   | Indien: Einzelmeisterschaften              | Dameneinzel | 1     | Manjusha Pawangadkar                    |
| 1996   | Indien: Einzelmeisterschaften              | Dameneinzel | 1     | Manjusha Pawangadkar                    |
| 1996   | Indien: Einzelmeisterschaften              | Damendoppel | 1     | Manjusha Kanwar / Archana Deodhar       |
| 1997   | Indien: Internationale Meisterschaften     | Dameneinzel | 5     | Manjusha Kanwar                         |
| 1998   | Indien: Einzelmeisterschaften              | Damendoppel | 1     | Manjusha Kanwar / Archana Deodhar       |
| 1999   | Indien: Einzelmeisterschaften              | Mixed       | 1     | Jaseel P. Ismail / Manjusha Kanwar      |
| 2001   | Weltmeisterschaft                          | Dameneinzel | 33    | Manjusha Kanwar                         |
| 2002   | Indien: Einzelmeisterschaften              | Mixed       | 1     | Jaseel P. Ismail / Manjusha Kanwar      |
| 2004   | Südasienspiele                             | Mixed       | 2     | Markose Bristow / Manjusha Kanwar       |